# グリシン-N-メチルトランスフェラーゼ
グリシン-N-メチルトランスフェラーゼ（glycine N-methyltransferase）は、グリシン、セリンおよびトレオニン代謝酵素の一つで、次の化学反応を触媒する酵素である。
S-アデノシル-L-メチオニン + グリシン {\displaystyle \rightleftharpoons } S-アデノシル-L-ホモシステイン + サルコシン
この酵素の基質はS-アデノシル-L-メチオニンとグリシンで、生成物はS-アデノシル-L-ホモシステインとサルコシンである。
この酵素は転移酵素の一つで、特に一炭素基を転移させるメチルトランスフェラーゼである。組織名はS-adenosyl-L-methionine:glycine N-methyltransferaseで、別名にglycine methyltransferase、S-adenosyl-L-methionine:glycine methyltransferase、GNMTがある。

肝臓や膵臓においてメチオニン回路のSAMとSAHの比率を制御していると考えられている。また、5-メチルテトラヒドロ葉酸ペンタグルタミン酸により活性が阻害される。
ハエの研究にてこの酵素の活性が寿命と関係があり、活性が高いほど長寿になる可能性が示された。